# Richard Fleischhut
Richard Fleischhut (* 18. Dezember 1881 in Köslin (Pommern); † 14. Juni 1951 in Steina) war ein deutscher Fotograf.
Bekannt wurde er durch seine als Bordfotograf auf den Transatlantikschiffen Bremen und Columbus angefertigten Porträts Prominenter (Marlene Dietrich, Luis Trenker, Max Schmeling, Cary Grant, Frank Lloyd Wright, Franklin Delano Roosevelt, Richard Tauber, u. v. a. m.) und durch seine spektakulären Fotos von der Explosion des Luftschiffes Hindenburg in Lakehurst am 6. Mai 1937.
Während des Zweiten Weltkrieges war Fleischhut zeitweise in den USA interniert, nachdem die Columbus, auf der er sich befand, im Dezember 1939 im Atlantik von der Besatzung verlassen werden musste und versenkt wurde.
Fleischhut geriet nach seinem Tod 1951 bald in Vergessenheit, obwohl viele seiner Fotos (z. B. die Porträts Prominenter und die Hindenburg-Aufnahmen) häufig in Publikationen abgedruckt wurden, ohne den Urheber der Fotos zu nennen. Einer breiten Öffentlichkeit wieder zugänglich gemacht wurde das Werk Fleischhuts durch eine Ausstellung im Stadtmuseum Kiel im Jahre 2005, die seitdem an verschiedenen Orten in Deutschland (Emden, Berlin, Heidelberg, Greifswald) gezeigt worden ist.